# لويس تيفنيت
لويس غارسيا تيفنيت (بالإسبانية: Luis García Tevenet) (ولد في 8 مايو 1974) هو لاعب كرة قدم معتزل كان يلعب كمهاجم، وهو مدرب نادي إشبيلية أتلتيكو حاليا.